# Carlo I Luigi del Palatinato
Carlo Luigi Wittelsbach (Heidelberg, 22 dicembre 1617 – Edingen, 28 agosto 1680) fu il secondo figlio di Federico V, "il re d'Inverno", e di sua moglie, Elisabetta Stuart, figlia di Giacomo I d'Inghilterra.

## Biografia

### Esilio alla corte inglese
Alla morte del fratello maggiore nel 1629, e di suo padre nel 1632, ereditò dal proprio padre in esilio la pretesa alla corona del Palatinato. Affidatogli il fratello, il principe Rupert, trascorse gran parte degli anni trenta del Seicento alla corte dello zio, Carlo I d'Inghilterra a Londra, sperando di riuscire ad ingraziarsi gli inglesi per la propria causa. Il re, tuttavia, non lo sostenne, per timore che tale appoggio avrebbe potuto essere utilizzato come pretesto dai suoi oppositori. Carlo Luigi, allo scoppio della guerra civile, dimostrò infatti simpatia per alcuni leader parlamentari, come Robert Devereux, III conte di Essex, sempre nella speranza che gli venissero in soccorso per riprendere possesso del Palatinato. Supportò l'esecuzione di Thomas Wentworth, I conte di Strafford. Coinvolto nell'ultima fase della guerra civile, si salvò rifugiandosi dalla madre a L'Aia. Qui si distanziò dai partiti monarchici inglesi ritenendo che Carlo I lo volesse allontanare preferendo l'aiuto spagnolo.
Nel 1644, tornò in Inghilterra per partecipare alle sedute parlamentari. Il re Carlo d'Inghilterra ritenne che questo suo ritorno improvviso fosse motivato da una velata intenzione che i parlamentari lo eleggessero al suo posto re d'Inghilterra (sedici anni più tardi, il nipote di Carlo I, Giacomo Francesco Edoardo Stuart, venne diseredato in favore del nipote di Carlo Luigi, Giorgio I.

### Ritorno nel Palatinato
Rimase in Inghilterra sino all'ottobre del 1648, quando con la pace di Vestfalia gli venne affidato il ricostituito Palatinato inferiore (mentre il Palatinato superiore rimase all'elettore di Baviera). Prima della sua partenza assistette all'esecuzione dello zio Carlo I, nel gennaio 1649, con il quale non si era riconciliato.
Tornò al devastato Elettorato Palatino nell'autunno del 1649, un anno dopo essere stato ufficialmente restaurato. Nei trent'anni successivi si promosse per ricostruire il proprio regno distrutto dall'abbandono. Nella politica estera si schierò con la Francia, facendo sposare la propria figlia Elisabetta Carlotta a Filippo I d'Orleans, fratello di Luigi XIV, nel 1671.
Divorziò dalla propria moglie, Carlotta di Assia-Kassel, e successivamente si sposò con Marie Luise von Degenfeld, la quale ebbe il solo titolo di raugravia (Raugräfin, contessa di terre disabitate o non coltivate), e i suoi figli vennero conosciuti come raugravi.

## Discendenza
Dal primo matrimonio con Carlotta d'Assia-Kassel, figlia di Guglielmo V d'Assia-Kassel, ebbe i seguenti figli che raggiunsero l'età adulta:
1. Carlo (1651-1685);
2. Elisabetta Carlotta del Palatinato, "Liselotte" (1652-1722), sposò Filippo di Francia, duca d'Orléans, "Monsieur".

Dopo aver divorziato, sposò Marie Luise von Degenfeld, dalla quale ebbe i seguenti figli che raggiunsero l'età adulta:
1. Carlo Luigi (1658–1688);
2. Carolina Elisabetta (1659–1696);
3. Luisa (1661–1733);
4. Amalia Elisabetta (1663–1709);
5. Carlo Maurizio (1671-1702);
6. Carl Augusto (1672–1691);
7. Carlo Casimiro (1675–1691).

## Ascendenza
|                               |                             |                                 | Genitori                          |  |  | Nonni |  |  | Bisnonni                   |  |  | Trisnonni                   |  |
|                               |                             |                                 |                                   |  |  |       |  |  | Ludovico VI del Palatinato |  |  | Federico III del Palatinato |  |
|                               |                             |                                 |                                   |  |  |       |  |  | Ludovico VI del Palatinato |  |  | Federico III del Palatinato |  |
|                               |                             | Maria di Brandeburgo-Kulmbach   |                                   |  |  |       |  |  | Ludovico VI del Palatinato |  |  |                             |  |
| Federico IV Elettore Palatino |                             |                                 |                                   |  |  |       |  |  | Ludovico VI del Palatinato |  |  |                             |  |
|                               |                             | Elisabetta d'Assia              | Filippo I d'Assia                 |  |  |       |  |  |                            |  |  |                             |  |
|                               |                             | Elisabetta d'Assia              | Filippo I d'Assia                 |  |  |       |  |  |                            |  |  |                             |  |
|                               |                             | Elisabetta d'Assia              | Cristina di Sassonia              |  |  |       |  |  |                            |  |  |                             |  |
| Federico V Elettore Palatino  |                             | Elisabetta d'Assia              |                                   |  |  |       |  |  |                            |  |  |                             |  |
|                               |                             | Guglielmo I d'Orange            | Guglielmo I di Nassau-Dillenburg  |  |  |       |  |  |                            |  |  |                             |  |
|                               |                             | Guglielmo I d'Orange            | Guglielmo I di Nassau-Dillenburg  |  |  |       |  |  |                            |  |  |                             |  |
|                               |                             | Guglielmo I d'Orange            | Giuliana di Stolberg-Wernigerode  |  |  |       |  |  |                            |  |  |                             |  |
| Luisa Giuliana di Nassau      |                             | Guglielmo I d'Orange            |                                   |  |  |       |  |  |                            |  |  |                             |  |
|                               |                             | Carlotta di Borbone-Montpensier | Luigi III di Montpensier          |  |  |       |  |  |                            |  |  |                             |  |
|                               |                             | Carlotta di Borbone-Montpensier | Luigi III di Montpensier          |  |  |       |  |  |                            |  |  |                             |  |
|                               |                             | Carlotta di Borbone-Montpensier | Jacqueline de Longwy              |  |  |       |  |  |                            |  |  |                             |  |
| Carlo I del Palatinato        |                             | Carlotta di Borbone-Montpensier |                                   |  |  |       |  |  |                            |  |  |                             |  |
|                               | Enrico Stuart, Lord Darnley | Matthew Stuart                  |                                   |  |  |       |  |  |                            |  |  |                             |  |
|                               | Enrico Stuart, Lord Darnley | Matthew Stuart                  |                                   |  |  |       |  |  |                            |  |  |                             |  |
|                               | Enrico Stuart, Lord Darnley | Margaret Douglas                |                                   |  |  |       |  |  |                            |  |  |                             |  |
| Giacomo I d'Inghilterra       | Enrico Stuart, Lord Darnley |                                 |                                   |  |  |       |  |  |                            |  |  |                             |  |
|                               |                             | Maria Stuart, regina di Scozia  | Giacomo V di Scozia               |  |  |       |  |  |                            |  |  |                             |  |
|                               |                             | Maria Stuart, regina di Scozia  | Giacomo V di Scozia               |  |  |       |  |  |                            |  |  |                             |  |
|                               |                             | Maria Stuart, regina di Scozia  | Maria di Guisa                    |  |  |       |  |  |                            |  |  |                             |  |
| Elisabetta Stuart             |                             | Maria Stuart, regina di Scozia  |                                   |  |  |       |  |  |                            |  |  |                             |  |
|                               |                             | Federico II di Danimarca        | Cristiano III di Danimarca        |  |  |       |  |  |                            |  |  |                             |  |
|                               |                             | Federico II di Danimarca        | Cristiano III di Danimarca        |  |  |       |  |  |                            |  |  |                             |  |
|                               |                             | Federico II di Danimarca        | Dorotea di Sassonia-Lauenburg     |  |  |       |  |  |                            |  |  |                             |  |
| Anna di Danimarca             |                             | Federico II di Danimarca        |                                   |  |  |       |  |  |                            |  |  |                             |  |
|                               |                             | Sofia di Meclemburgo-Güstrow    | Ulrico III di Meclemburgo-Güstrow |  |  |       |  |  |                            |  |  |                             |  |
|                               |                             | Sofia di Meclemburgo-Güstrow    | Ulrico III di Meclemburgo-Güstrow |  |  |       |  |  |                            |  |  |                             |  |
|                               |                             | Sofia di Meclemburgo-Güstrow    | Elisabetta di Danimarca           |  |  |       |  |  |                            |  |  |                             |  |
|                               |                             | Sofia di Meclemburgo-Güstrow    |                                   |  |  |       |  |  |                            |  |  |                             |  |

Per via materna, Carlo Luigi fu un lontano parente non solo degli Stuart d'Inghilterra, ma anche dei Tudor; la bisnonna materna, Maria Stuart, era una pronipote di re Enrico VIII d'Inghilterra, proprio da Maria Stuart era discendente di Margherita Tudor figlia di Enrico VII e sorella di Enrico VIII